# Nhandu tripepii
Nhandu tripepii là một loài nhện trong họ Theraphosidae.
Loài này thuộc chi Nhandu. Nhandu tripepii được miêu tả năm 1984 bởi Dresco.